# Krimska platforma
Krimska platforma je mednarodno zasnovani format za konzultacije in koordinacijo delovanja mednarodnih partnerjev Ukrajine s ciljem končanja ruske okupacije ukrajinskega polotoka Krim, ki poteka od leta 2014 naprej. Platforma tudi obravnava zaščito pravic Krimskih Tatarov, varovanje okolja in prosto trgovanje v Azovskem in Črnem morju. Pobudnik ustanovitve platforme je ukrajinski predsednik Volodimir Zelenski, prvo srečanje je potekalo 23. avgusta 2021 na predvečer 30. obletnice neodvisnosti Ukrajine.

## Področja delovanja[3]
1. konsolidacija mednarodne politike nepriznanja spremembe statusa Krima,
2. učinkovito izvajanje sankcij, njihova okrepitev in onemogočanje pogojev in stranpoti za izogibanje in izigravanje sankcij,
3. varovanje človekovih pravic ter mednarodnega humanitarnega prava,
4. zagotavljanje popolne varnosti v regiji Azovskega in Črnega morja ter zunaj nje, varovanje in delovanje načela proste plovbe in pomorske navigacije,
5. odpravljanje okoljevarstvenih in gospodarskih posledic okupacije.

Ustanovni Vrh Krimske platforme je bil 23. avgusta 2021 v Kijevu. To je bilo prvo tovrstno srečanje na najvišji politični ravni, ki je uradno oznanilo začetek njenega delovanja. Vrha se je udeležilo 46 držav in mednarodnih organizacij.
Ob zaključku Ustanovnega Vrha so države udeleženke pozdravile in podprle skupno Deklaracijo, v kateri so začrtani naslednji koraki delovanja:
- oblikovanje mednarodne Krimske platforme kot posvetovalnega in koordinacijskega formata z namenom mirnega prenehanja začasne okupacije polotoka Krim s strani Rusije,
- nadaljevanje in stopnjevanje politike nepriznanja nezakonite aneksije oz. priključitve polotoka Krima k Rusiji,
- dosledno uvajanje dodatnih »političnih, diplomatskih in omejevalnih sankcij« proti Rusiji, »če to omogoča pravni sistem vsakega udeleženca Krimske platforme in v skladu z uveljavljenimi postopki, v kolikor bo to potrebno kot odgovor na obnašanje in dejanja Rusije«,
- zoperstavljanje  novim izzivom in hibridnim grožnjam, ki jih povzroča trajajoča militarizacija Krima,
- dosledno opominjanje Rusije, da kot okupacijska država mora izpolnjevati svoje dolžnosti v skladu z določbami mednarodnega humanitarnega prava, nemudoma preneha z vsemi kršitvami človekovih pravic in zlorab prebivalcev Krima, zagotovi prost in neomejen dostop na Krimski polotok za vse mednarodne opazovalce,  dosledno spoštuje človekove pravice in zagovornikom človekovih pravic omogoči njihovo neovirano delovanje,
- uporaba ustreznih mehanizmov OZN, Sveta Evrope, OVSE ter drugih mednarodnih in regionalnih organizacij za reševanje težav, ki so posledica začasne okupacije,
- preučevanje možnosti za podporo gospodarskih in okoljevarstvenih projektov, namenjenih razvoju regij Ukrajine, ki mejijo na začasno okupiran Krimski polotok,
- poudarjanje pomembnosti vloge nacionalnih parlamentov v smeri zoperstavljanja začasni okupaciji polotoka Krima ter spodbujanje k koordiniranemu in usklajenemu delovanju v zvezi s Krimskim polotokom med nacionalnimi parlamenti ter v okvirju medparlamentarnih skupščin.[6]

Deklaraciji se lahko pridružijo tudi novi člani.

## Parlamentarna dimenzija Krimske platforme in strokovna mreža
- Skupine za podporo Krimske platforme je oblikovala Vrhovna Rada Ukrajine v sodelovanju s Parlamentarno skupščino zveze NATO, s parlamentoma Latvije in Litve.
- 6. avgusta 2021 se je v Kijevu odvil ustanovni Forum strokovne mreže Krimske platforme.
- Strokovni mreži so se že pridružili več kot 200 ukrajinskih in tujih neodvisnih strokovnjakov ter znanstvenikov iz 33 držav.
- Mreža bo zagotovila stalno spremljanje in temeljito analizo situacije na okupiranem Krimskem polotoku ter v regiji Črnega in Azovskega morja, pripravljala in razvijala konkretne pobude in predloge o prednostnih smereh delovanja Krimske platforme ter pripravljala strokovna priporočila o nacionalni ter mednarodni politiki, cilj katere je deokupacija polotoka Krima.[7]

Krimska platforma je presegla rezultate vseh predhodnih mednarodnih dogodkov  Ukrajine po številu prisotnih delegacij na najvišji politični ravni. Če govorimo le v suhoparnih številkah, potem lahko povemo, da se je Vrha Krimske platforme udeležilo 46 uradnih delegacij, 14 izmed katerih so bili predstavljeni na ravni predsednikov držav in predsednikov vlad, 2 delegaciji sta bili zastopani na ravni predsednikov parlamenta in več kot deset delegacij so sestavljali ministri in člani vlad, na čelu 4 delegacij pa so bili predsedniki mednarodnih organizacij.
Edinstvenost Krimske platforme je v inovacijski arhitekturi tega koordinacijskega in posvetovalnega formata, saj je zasnovan za delovanje v treh nivojih - medvladnem, medparlamentarnem in strokovnem.
Ukrajina je na Vrhu Krimske platforme pokazala svojo vodilno vlogo na regionalni ravni kot država, ki uvaja nestandardne mehanizme za reševanje konfliktov v razmerah, ko postopki in inštrumenti tradicionalne diplomacije ne delujejo oziroma so v celoti odpovedali.
Vrhunsko srečanje Krimske platforme pritegnilo precejšnjo pozornost ukrajinskih in svetovnih medijev. Na dogodku je bilo akreditiranih 370 novinarjev, med njimi 170 iz tujine.